# Enthroned
Enthroned este o formație de black metal din Bruxelles, Belgia fondată în anul 1993.